# Dorina Vaccaroni
Dorina Vaccaroni, född den 24 september 1963 i Lido di Venezia, Italien, är en italiensk fäktare som bland annat tog OS-guld i damernas lagtävling i florett i samband med de olympiska fäktningstävlingarna 1992 i Barcelona.